# European League of Football 2022
La European League of Football 2022 sarà la 2ª edizione dell'omonimo torneo di football americano.
Il 25 settembre 2021 è stata annunciata la partecipazione a partire da questa edizione di tre nuove franchigie (due austriache, i Tirol Raiders e i Vienna Vikings e una tedesca, i Rhein Fire di Düsseldorf, che recuperano il nome di una precedente squadra della NFL Europa), mentre il 15 ottobre successivo sono entrati nella lega i turchi Istanbul Rams.

## Squadre partecipanti
| Club               | Città                | Stadio                                                     | Sponsor ufficiale | Risultato nella stagione 2021 |
| ------------------ | -------------------- | ---------------------------------------------------------- | ----------------- | ----------------------------- |
| Barcelona Dragons  | Montbrió del Camp    | Camp Nou Municipal (Reus)                                  |                   |                               |
| Berlin Thunder     | Berlino              | Olympiapark-Amateurstadion Friedrich-Ludwig-Jahn-Sportpark |                   |                               |
| Cologne Centurions | Colonia              | Südstadion Ostkampfbahn                                    |                   |                               |
| Frankfurt Galaxy   | Francoforte sul Meno | PSD Bank Arena                                             |                   | Campione                      |
| Hamburg Sea Devils | Amburgo              | Stadion Hoheluft                                           |                   |                               |
| Istanbul Rams      | Istanbul             | Stadio Yusuf Ziya Öniş                                     |                   |                               |
| Leipzig Kings      | Lipsia               | Alfred-Kunze-Sportpark                                     |                   |                               |
| Panthers Wrocław   | Breslavia            | Stadion Olimpijski                                         |                   |                               |
| Rhein Fire         | Düsseldorf           | Schauinsland-Reisen-Arena (Duisburg)                       |                   |                               |
| Stuttgart Surge    | Stoccarda            | Gazi-Stadion auf der Waldau                                |                   |                               |
| Tirol Raiders      | Innsbruck            | Tivoli-Neu Stadion                                         |                   |                               |
| Vienna Vikings     | Vienna               | Generali Arena                                             |                   |                               |

## Stagione regolare

### Calendario

#### 1ª giornata
| 4 giugno 2022, ore 18:00 | Istanbul Rams | 38 – 40 | Cologne Centurions |  |

| 5 giugno 2022, ore 15:00 | Leipzig Kings | 27 – 34 | Panthers Wrocław |  |

| 5 giugno 2022, ore 15:00 | Rhein Fire | 29 – 26 | Frankfurt Galaxy |  |

| 5 giugno 2022, ore 15:00 | Vienna Vikings | 29 – 23 | Tirol Raiders |  |

| 5 giugno 2022, ore 15:00 | Barcelona Dragons | 38 – 9 | Stuttgart Surge |  |

| 5 giugno 2022, ore 15:00 | Berlin Thunder | 18 – 43 | Hamburg Sea Devils |  |

#### 2ª giornata
| 11 giugno 2022, ore 15:00 | Tirol Raiders | 46 – 49 | Cologne Centurions |  |

| 11 giugno 2022, ore 15:00 | Istanbul Rams | 7 – 41 | Berlin Thunder |  |

| 11 giugno 2022, ore 18:00 | Rhein Fire | 28 – 17 | Leipzig Kings |  |

| 12 giugno 2022, ore 15:00 | Panthers Wrocław | 28 – 25 | Stuttgart Surge |  |

| 12 giugno 2022, ore 15:00 | Frankfurt Galaxy | 10 – 30 | Vienna Vikings |  |

| 12 giugno 2022, ore 15:00 | Barcelona Dragons | 24 – 21 | Hamburg Sea Devils |  |

#### 3ª giornata
| 18 giugno 2022, ore 18:00 | Cologne Centurions | 32 – 34 | Barcelona Dragons |  |

| 18 giugno 2022, ore 18:00 | Hamburg Sea Devils | 14 – 0 | Leipzig Kings |  |

| 19 giugno 2022, ore 15:00 | Stuttgart Surge | 13 – 42 | Vienna Vikings |  |

| 19 giugno 2022, ore 15:00 | Istanbul Rams | 12 – 42 | Rhein Fire |  |

| 19 giugno 2022, ore 15:00 | Panthers Wrocław | 13 – 47 | Frankfurt Galaxy |  |

| 19 giugno 2022, ore 15:00 | Berlin Thunder | 16 – 28 | Tirol Raiders |  |

#### 4ª giornata
| 25 giugno 2022, ore 18:00 | Frankfurt Galaxy | 48 – 12 | Cologne Centurions |  |

| 25 giugno 2022, ore 18:00 | Vienna Vikings | 49 – 0 | Istanbul Rams |  |

| 26 giugno 2022, ore 15:00 | Hamburg Sea Devils | 23 – 26 | Panthers Wrocław |  |

| 26 giugno 2022, ore 15:00 | Stuttgart Surge | 0 – 33 | Tirol Raiders |  |

| 26 giugno 2022, ore 15:00 | Leipzig Kings | 19 – 15 | Berlin Thunder |  |

| 26 giugno 2022, ore 15:00 | Barcelona Dragons | 17 – 13 | Rhein Fire |  |

#### 5ª giornata
| 2 luglio 2022, ore 15:00 | Berlin Thunder | 34 – 7 | Cologne Centurions |  |

| 2 luglio 2022, ore 18:00 | Istanbul Rams | 7 – 41 | Barcelona Dragons |  |

| 3 luglio 2022, ore 15:00 | Rhein Fire | 15 – 42 | Hamburg Sea Devils |  |

| 3 luglio 2022, ore 15:00 | Panthers Wrocław | 6 – 30 | Vienna Vikings |  |

| 3 luglio 2022, ore 15:00 | Frankfurt Galaxy | 17 – 23 | Tirol Raiders |  |

| 3 luglio 2022, ore 15:00 | Stuttgart Surge | 22 – 28 | Leipzig Kings |  |

#### 6ª giornata
| 9 luglio 2022, ore 15:00 | Hamburg Sea Devils | – | Istanbul Rams |  |

| 9 luglio 2022, ore 18:00 | Vienna Vikings | – | Barcelona Dragons |  |

| 10 luglio 2022, ore 15:00 | Panthers Wrocław | – | Berlin Thunder |  |

| 10 luglio 2022, ore 15:00 | Frankfurt Galaxy | – | Stuttgart Surge |  |

| 10 luglio 2022, ore 15:00 | Cologne Centurions | – | Rhein Fire |  |

| 10 luglio 2022, ore 15:00 | Leipzig Kings | – | Tirol Raiders |  |

#### 7ª giornata
| 17 luglio 2022, ore 15:00 | Berlin Thunder | – | Leipzig Kings |  |

| 17 luglio 2022, ore 15:00 | Cologne Centurions | – | Frankfurt Galaxy |  |

| 17 luglio 2022, ore 15:00 | Stuttgart Surge | – | Panthers Wrocław |  |

#### 8ª giornata
| 23 luglio 2022, ore 15:00 | Barcelona Dragons | – | Istanbul Rams |  |

| 24 luglio 2022, ore 15:00 | Hamburg Sea Devils | – | Rhein Fire |  |

| 24 luglio 2022, ore 15:00 | Tirol Raiders | – | Vienna Vikings |  |

#### 9ª giornata
| 30 luglio 2022, ore 15:00 | Vienna Vikings | – | Stuttgart Surge |  |

| 30 luglio 2022, ore 18:00 | Rhein Fire | – | Barcelona Dragons |  |

| 31 luglio 2022, ore 15:00 | Frankfurt Galaxy | – | Panthers Wrocław |  |

| 31 luglio 2022, ore 15:00 | Istanbul Rams | – | Hamburg Sea Devils |  |

| 31 luglio 2022, ore 15:00 | Tirol Raiders | – | Leipzig Kings |  |

| 31 luglio 2022, ore 15:00 | Cologne Centurions | – | Berlin Thunder |  |

#### 10ª giornata
| 12 agosto 2022 | Rhein Fire | – | Istanbul Rams |  |

| 13 agosto 2022, ore 12:00 | Barcelona Dragons | – | Cologne Centurions |  |

| 14 agosto 2022, ore 12:00 | Berlin Thunder | – | Panthers Wrocław |  |

| 14 agosto 2022, ore 15:00 | Vienna Vikings | – | Frankfurt Galaxy |  |

| 14 agosto 2022, ore 12:00 | Leipzig Kings | – | Hamburg Sea Devils |  |

| 14 agosto 2022, ore 12:00 | Stuttgart Surge | – | Tirol Raiders |  |

#### 11ª giornata
| 20 agosto 2022, ore 12:00 | Stuttgart Surge | – | Barcelona Dragons |  |

| 21 agosto 2022, ore 12:00 | Hamburg Sea Devils | – | Berlin Thunder |  |

| 21 agosto 2022, ore 12:00 | Frankfurt Galaxy | – | Rhein Fire |  |

| 21 agosto 2022, ore 12:00 | Istanbul Rams | – | Vienna Vikings |  |

| 21 agosto 2022, ore 12:00 | Cologne Centurions | – | Tirol Raiders |  |

| 21 agosto 2022, ore 12:00 | Panthers Wrocław | – | Leipzig Kings |  |

#### 12ª giornata
| 27 agosto 2022, ore 12:00 | Berlin Thunder | – | Istanbul Rams |  |

| 27 agosto 2022, ore 12:00 | Rhein Fire | – | Cologne Centurions |  |

| 28 agosto 2022, ore 12:00 | Barcelona Dragons | – | Vienna Vikings |  |

| 28 agosto 2022, ore 12:00 | Tirol Raiders | – | Frankfurt Galaxy |  |

| 28 agosto 2022, ore 12:00 | Panthers Wrocław | – | Hamburg Sea Devils |  |

| 28 agosto 2022, ore 12:00 | Leipzig Kings | – | Stuttgart Surge |  |

#### 13ª giornata
| 3 settembre 2022, ore 12:00 | Hamburg Sea Devils | – | Barcelona Dragons |  |

| 3 settembre 2022, ore 12:00 | Cologne Centurions | – | Istanbul Rams |  |

| 4 settembre 2022, ore 12:00 | Tirol Raiders | – | Berlin Thunder |  |

| 4 settembre 2022, ore 12:00 | Stuttgart Surge | – | Frankfurt Galaxy |  |

| 4 settembre 2022, ore 12:00 | Leipzig Kings | – | Rhein Fire |  |

| 4 settembre 2022, ore 12:00 | Vienna Vikings | – | Panthers Wrocław |  |

### Classifiche
Le classifiche della regular season sono le seguenti:
- PCT = percentuale di vittorie, G = partite giocate, V = partite vinte, P = partite perse, PF = punti fatti, PS = punti subiti
- La qualificazione ai playoff direttamente in semifinale in verde

#### North Conference
| Pos. | Squadra            | PCT  | G | V | P | PF | PS |
| ---- | ------------------ | ---- | - | - | - | -- | -- |
| 1    | Berlin Thunder     | .000 | 0 | 0 | 0 | 0  | 0  |
| 2    | Hamburg Sea Devils | .000 | 0 | 0 | 0 | 0  | 0  |
| 3    | Leipzig Kings      | .000 | 0 | 0 | 0 | 0  | 0  |
| 4    | Panthers Wrocław   | .000 | 0 | 0 | 0 | 0  | 0  |

#### Central Conference
| Pos. | Squadra          | PCT  | G | V | P | PF | PS |
| ---- | ---------------- | ---- | - | - | - | -- | -- |
| 1    | Frankfurt Galaxy | .000 | 0 | 0 | 0 | 0  | 0  |
| 2    | Stuttgart Surge  | .000 | 0 | 0 | 0 | 0  | 0  |
| 3    | Tirol Raiders    | .000 | 0 | 0 | 0 | 0  | 0  |
| 4    | Vienna Vikings   | .000 | 0 | 0 | 0 | 0  | 0  |

#### Southern Conference
| Pos. | Squadra            | PCT  | G | V | P | PF | PS |
| ---- | ------------------ | ---- | - | - | - | -- | -- |
| 1    | Barcelona Dragons  | .000 | 0 | 0 | 0 | 0  | 0  |
| 2    | Cologne Centurions | .000 | 0 | 0 | 0 | 0  | 0  |
| 3    | Istanbul Rams      | .000 | 0 | 0 | 0 | 0  | 0  |
| 4    | Rhein Fire         | .000 | 0 | 0 | 0 | 0  | 0  |

## Playoff

### Tabellone
|  | Semifinali | Semifinali | Semifinali |  |  | II ELF Championship Game | II ELF Championship Game | II ELF Championship Game |  |
|  |            |            |            |  |  |                          |                          |                          |  |
|  | TBD        |            |            |  |  |                          |                          |                          |  |
|  |            |            |            |  |  |                          |                          |                          |  |
|  | TBD        |            |            |  |  |                          |                          |                          |  |
|  |            | TBD        |            |  |  |                          |                          |                          |  |
|  |            |            |            |  |  |                          |                          |                          |  |
|  |            |            | TBD        |  |  |                          |                          |                          |  |
|  | TBD        |            |            |  |  |                          |                          |                          |  |
|  |            |            |            |  |  |                          |                          |                          |  |
|  | TBD        |            |            |  |  |                          |                          |                          |  |

### Semifinali
| 2022 | TBD | – | TBD |  |

| 2022 | TBD | – | TBD |  |

### II ELF Championship Game
| Klagenfurt am Wörthersee 25 settembre 2022 | TBD | – | TBD | Wörthersee Stadion |

## Verdetti
- TBD Vincitori della ELF 2022